# Universidad de las Américas
Die Universidad de las Américas (UDLA, ehemals Mexico City College) ist eine private Hochschulen in Mexiko. Die Universität befindet sich in San Andrés Cholula, einem Vorort der Millionenstadt Puebla.

## Lehrkörper
(Auswahl)
- Arnold Belkin, Wandmalerei
- Timothy James Knab, Anthropologe
- Marta Traba, Kunstgeschichte und lateinamerikanische Kunst

## Ehemalige Studenten
(Auswahl)
- Helen Escobedo (1934–2010), Bildhauerin
- Tom Schmitt (* 1929), Maler, Video- und Computerkünstler